# Aguana russata
Aguana russata är en insektsart som beskrevs av Young 1977. Aguana russata ingår i släktet Aguana och familjen dvärgstritar. Inga underarter finns listade i Catalogue of Life.